# Wassili II.

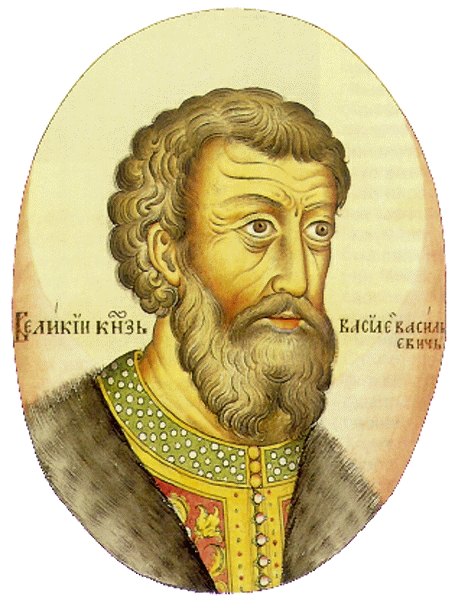
Wassili II. Wassiljewitsch der Blinde, Großfürst von Moskau

Wassili II. Wassiljewitsch der Blinde (russisch Васи́лий II Васи́льевич Тёмный; * 10. März 1415 in Moskau; † 27. März 1462 ebenda) war seit 1425 russischer Großfürst von Moskau (russ. вели́кий князь моско́вский – weliki knjas moskowski).

## Leben
Wassili II. war der jüngste und einzige überlebende Sohn seines Vorgängers Wassili I. Dmitrijewitsch. Seine Mutter war Sofija Vytautaitė (1371–1453). Zunächst musste er sich zweier Cousins, Wassili des Schielenden (russ. Василий Юрьевич Косой – Wassili Jurjewitsch Kossoi) und Dmitri Jurjewitsch Schemjaka (russ. Дми́трий Ю́рьевич Шемя́ка), erwehren, die über ihren Vater Juri von Swenigorod (Fürst von Galitsch-Merski) die Situation des erst 10-jährigen Großfürsten, der vonseiten seines mütterlichen Großvaters Vytautas des Großen Unterstützung fand, für ihre eigenen Thronansprüche nutzten. Juri holte sich 1430 nach Vytautas’ Tod die Erlaubnis durch die Goldene Horde unter Khan Ulug Mehmed, Moskau einzunehmen. Der Khan unterstützte ihn aus politischen Überlegungen nicht weiter, aber Juri gelang es 1433 mit einer Armee dennoch Moskau durch Verrat des Bojaren Iwan Wsewolschski (russ. Ива́н (Иоа́нн) Дми́триевич Всево́лжский) an Wassili einzunehmen und den Großfürsten gefangen zu setzen. Juri nahm den Großfürstentitel an, verzieh seinem Neffen Wassili II. und gab ihm die Stadt Kolomna, was dieser ausnutzte, um im Gegenzug gegen seinen Onkel vorzugehen. Juri verließ Moskau unter Thronverzicht wegen der unsicheren Lage der Moskauer Herrschaft und zog in seine Heimat Litauen. Der Verräter Wsewolschski wurde auf Befehl Wassilis geblendet. Monate später vertrieben Juris Söhne (Wassili und Dmitri) Wassili II. aus Moskau, der zur Goldenen Horde ging. 1434 starb Juri, Wassili der Schielende besetzte den Kreml und ließ sich zum Großfürsten proklamieren. Sein Bruder Dmitri Schemjaka hatte eigene Pläne und verschwor sich mit dem rechtmäßigen Wassili II. gegen seinen eigenen Bruder, den sie 1435 aus dem Kreml vertreiben konnten. Er wurde gefangen genommen und geblendet, was seine Throninteressen zunichtemachte.
Wassili II. herrschte bis 1439 unangefochten und hatte es nun nach dem Zusammenbruch der Goldenen Horde mit den Angriffen der Nachfolgekhanate der Tataren (Khanat Kasan, Khanat der Krim und Khanat Astrachan) zu tun. 1439 verließ er seine Hauptstadt auf der Flucht vor der Belagerung durch Khan Ulug Mehmed des Khanats Kasan. 1445 wurde Wassili II. nach schwerer Niederlage gegen den Khan dessen Gefangener und erst durch ein großes Lösegeld von seinen russischen Untertanen im selben Jahr freigekauft. Dmitri Schemjaka war nun Herr in Moskau und sah seine Möglichkeit, Großfürst zu bleiben. Aus Rache wegen der Blendung Wsewolschskis durch Wassili ließ er diesem im Jahre 1446 ebenfalls das Augenlicht nehmen und ihn nach Uglitsch verbannen. Seitdem hatte Wassili II. den Beinamen „der Blinde“ (russ. Тёмный – Tjomny), genau der „Dunkelsehende“. Er hatte dennoch viele starke Freunde, die ihn jederzeit unterstützten, was Wassili II. ausnützte, als Dmitri ihn aus Uglitsch nach Wologda berief und ihm die Stadt zur Apanage gab. Aus dieser neuen Position heraus eroberte sich der „Blinde“ mit seinen Getreuen seinen rechtmäßigen Thron zurück. Wassili II. gelang es, um 1453 seinen Cousin Dmitri zu besiegen, der nach Nowgorod floh, wo er durch Moskauer Agenten durch ein Fischgericht vergiftet wurde. Seine Kinder flüchteten nach Litauen. Wassili II. soll nach Überlieferung den Boten der Todesnachricht fürstlich belohnt und geadelt haben.
In seiner 37-jährigen Herrschaft, die durch vernichtende Kämpfe innerhalb der Verwandtschaft und mit den Tataren geprägt war und ihn das Augenlicht kostete, stärkte er durch Beseitigung der bestehenden Kleinfürstentümer die Macht des Großfürstentums Moskau und schuf 1448 durch die Wahl Jonas (russ. Иона; * (?) in Soligalitsch, † 23. März 1461 in Moskau) zum ersten Moskauer Metropoliten eine vom Patriarchen von Konstantinopel unabhängige, eigenständige russisch-orthodoxe Kirche, die erst 1451 von Konstantinopel anerkannt wurde.
Wassili II. war mit Maria von Borowsk verheiratet, die ihm den Nachfolger Iwan Wassiljewitsch gebar, der als Iwan III. in den letzten fünf Jahren seines Vaters Herrschaft Mitregent war und nach ihm 1462 den Thron bestieg.